# Siêu cúp Anh 2024
FA Community Shield 2024 (hay Siêu cúp Anh 2024 trong tiếng Việt) là trận tranh danh hiệu FA Community Shield lần thứ 102, một trận đấu bóng đá thường niên được tranh tài bởi những người chiến thắng trong các giải đấu Ngoại hạng Anh và Cúp FA mùa trước. Nó sẽ được diễn ra tại Sân vận động Wembley ở Luân Đôn vào ngày 10 tháng 8 năm 2024 và sẽ có sự góp mặt của nhà vô địch Ngoại hạng Anh 2023–24 Manchester City và nhà vô địch Cúp FA 2023–24 Manchester United, đội đã đánh bại Man City trong trận chung kết, khiến họ không thể giành cú đúp danh hiệu. Đây sẽ là lần thứ ba FA Community Shield là một trận Derby Manchester.
Đương kim vô địch Arsenal không đủ điều kiện tham dự giải đấu này và không thể bảo vệ danh hiệu của mình.

## Các đội bóng
| Đội bóng          | Tư cách lọt vào                    | Các lần tham dự trận chung kết trước (in đậm thể hiện năm vô địch) |
| ----------------- | ---------------------------------- | --- |
| Manchester United | Nhà vô địch Cúp FA 2023–24         | 30 (1908, 1911, 1948, 1952, 1956, 1957, 1963, 1965, 1967, 1977, 1983, 1985, 1990, 1993, 1994, 1996, 1997, 1998, 1999, 2000, 2001, 2003, 2004, 2007, 2008, 2009, 2010, 2011, 2013, 2016) |
| Manchester City   | Nhà vô địch Ngoại hạng Anh 2023–24 | 15 (1934, 1937, 1956, 1968, 1969, 1972, 1973, 2011, 2012, 2014, 2018, 2019, 2021, 2022, 2023)                                                                                           |

## Mùa giải trước
Manchester City và Manchester United đủ điều kiện tham dự FA Community Shield 2024 với tư cách là đội vô địch Ngoại hạng Anh 2023–24 và Cúp FA 2023–24. Đây sẽ là trận derby Manchester thứ 194 diễn ra trên mọi đấu trường và là lần thứ ba diễn ra ở FA Community Shield; Manchester United đã thắng cả hai lần gặp nhau trước đó vào năm 1956 (khi giải đấu còn được gọi là Charity Shield) và năm 2011. Manchester United tham dự và thắng nhiều trận đấu FA Community Shield nhất, thắng 21 trong số 30 lần góp mặt, mặc dù con số này bao gồm 4 danh hiệu được chia sẻ vào các năm 1965, 1967, 1977 và 1990; Danh hiệu gần đây nhất của họ là vào năm 2016. Manchester City đã lọt vào 15 trận đấu FA Community Shield, bao gồm cả ba trận đấu trước đó, Man City bại trận cả ba, là đội đầu tiên phải chịu thành tích này kể từ United năm 2001. Họ đã giành được sáu danh hiệu FA Community Shield, trận gần đây nhất diễn ra vào năm 2019. City đang cố gắng tránh san bằng kỷ lục không mong muốn của United với 4 trận thua liên tiếp ở FA Community Shield, đội cũng đã thua vào năm 1998.

## Trận đấu
| Manchester United                                                                 | 1–1      | Manchester City                                                              |
| --------------------------------------------------------------------------------- | -------- | ---------------------------------------------------------------------------- |
| Garnacho 82'                                                                      | Chi tiết | Silva 89'                                                                    |
| Loạt sút luân lưu                                                                 |          |                                                                              |
| - Fernandes - Dalot - Garnacho - Sancho - Casemiro - McTominay - Martínez - Evans | 6–7      | - Silva - De Bruyne - Haaland - Savinho - Ederson - Nunes - R. Dias - Akanji |

| Manchester United | Manchester City |

| TM               | 24 | André Onana         |  |     |
| HV               | 20 | Diogo Dalot         |  |     |
| HV               | 5  | Harry Maguire       |  | 59' |
| HV               | 35 | Jonny Evans         |  |     |
| HV               | 6  | Lisandro Martínez   |  |     |
| TV               | 37 | Kobbie Mainoo       |  | 59' |
| TV               | 18 | Casemiro            |  |     |
| TĐ               | 16 | Amad Diallo         |  | 59' |
| TV               | 7  | Mason Mount         |  | 59' |
| TĐ               | 10 | Marcus Rashford     |  | 83' |
| TĐ               | 8  | Bruno Fernandes (c) |  |     |
| Dự bị:           |    |                     |  |     |
| TM               | 1  | Altay Bayındır      |  |     |
| TV               | 14 | Christian Eriksen   |  |     |
| TV               | 39 | Scott McTominay     |  | 59' |
| TV               | 43 | Toby Collyer        |  | 59' |
| TĐ               | 11 | Joshua Zirkzee      |  |     |
| TĐ               | 17 | Alejandro Garnacho  |  | 59' |
| TĐ               | 21 | Antony              |  |     |
| TĐ               | 25 | Jadon Sancho        |  | 83' |
| TĐ               | 28 | Facundo Pellistri   |  | 59' |
| Huấn luyện viên: |    |                     |  |     |
| Erik ten Hag     |    |                     |  |     |

| TM               | 31 | Ederson         |     |       |
| HV               | 82 | Rico Lewis      |     |       |
| HV               | 3  | Ruben Dias (c)  |     |       |
| HV               | 25 | Manuel Akanji   |     |       |
| HV               | 24 | Joško Gvardiol  |     | 90+1' |
| TV               | 8  | Mateo Kovačić   |     |       |
| TV               | 75 | Nico O'Reilly   |     | 63'   |
| TV               | 52 | Oscar Bobb      |     | 90+1' |
| TV               | 87 | James McAtee    |     | 80'   |
| TV               | 11 | Jérémy Doku     |     | 63'   |
| TĐ               | 9  | Erling Haaland  |     |       |
| Dự bị:           |    |                 |     |       |
| TM               | 18 | Stefan Ortega   |     |       |
| HV               | 33 | Scott Carson    |     |       |
| HV               | 6  | Nathan Aké      |     | 90+1' |
| HV               | 78 | Issa Kaboré     |     |       |
| TV               | 4  | Kalvin Phillips |     |       |
| TV               | 17 | Kevin De Bruyne |     | 90+1' |
| TV               | 20 | Bernardo Silva  | 85' | 80'   |
| TV               | 27 | Matheus Nunes   | 66' | 63'   |
| TĐ               | 26 | Savinho         |     | 63'   |
| Huấn luyện viên: |    |                 |     |       |
| Pep Guardiola    |    |                 |     |       |

| Cầu thủ xuất sắc nhất trận đấu: Oscar Bobb (Manchester City) Trợ lý trọng tài: Adrian Holmes Nick Greenhalgh Trọng tài thứ tư: Sam Barrott Trợ lý trọng tài video: Peter Bankes Trợ lý tổ trợ lý trọng tài video: Sian Massey-Ellis Tim Robinson | Luật trận đấu - 90 phút - Đá luân lưu nếu kết quả hòa duy trì - Tối đa 9 cầu thủ dự bị, 6 cầu thủ có thể sử dụng. |